# Episodi de La banda dei sette
La prima e unica stagione della serie televisiva La banda dei sette, composta da 6 episodi (incluso l'episodio pilota in onda l'11 agosto 1982), è stata trasmessa negli Stati Uniti in prima visione assoluta sul canale ABC dal 4 marzo all'8 aprile 1983.
Invece in Italia è andata in onda su Italia 1 dal 1º giugno al 13 luglio 1985.
| n° | Titolo originale     | Titolo italiano     | Prima TV USA   | Prima TV Italia |
| -- | -------------------- | ------------------- | -------------- | --------------- |
| 0  | The Renegades        | La banda dei sette  | 11 agosto 1982 | 1º giugno 1985  |
| 1  | Back to School       | Ritorno a scuola    | 4 marzo 1983   | 8 giugno 1985   |
| 2  | The Demons Dragsters | I demoni            | 11 marzo 1983  | 15 giugno 1985  |
| 3  | The Big Time         | Il tempo è grande   | 18 marzo 1983  | 22 giugno 1985  |
| 4  | On the Pad           | Compassione         | 25 marzo 1983  | 29 giugno 1985  |
| 5  | Film at Eleven       | Un film alle undici | 1º aprile 1983 | 6 luglio 1985   |
| 6  | Target: Marciano     | Obiettivo: Marciano | 9 aprile 1983  | 13 luglio 1985  |

## La banda dei sette
- Titolo originale: The Renegades
- Diretto da: Roger Spottiswoode
- Scritto da: Lawrence Gordon, Rick Husky e Steven E. de Souza

### Trama
Alcuni poliziotti sotto copertura vengono reclutati dalle strade per impedire ai contrabbandieri di armi di portare le armi alle bande di strada.

## Ritorno a scuola
- Titolo originale: Back to School
- Diretto e scritto da: Don Chaffey

### Trama
La squadra indaga sugli atleti del college sospettati di rasatura dei punti.

## I demoni
- Titolo originale: The Demon Dragsters
- Diretto da: Don Chaffey
- Scritto da: Nancy Ann Miller

### Trama
La squadra indaga su alcuni spogliarellisti che usano macchine usate per eludere la polizia.

## Il tempo è grande
- Titolo originale: The Big Time
- Diretto da: Stephen McPheerson
- Scritto da: Barbara Peeters

### Trama
La squadra indaga su una serie di furti scassinando le casseforti.

## Compassione
- Titolo originale: On the Pad
- Diretto da: Don Chaffey
- Scritto da: Bruce Bilson

### Trama
La squadra va sotto copertura per scoprire perché un poliziotto lascia andare due estorsori.

## Un film alle undici
- Titolo originale: Film at Eleven
- Diretto da: Arthur W. Forney
- Scritto da: Gregory S. Dinallo

### Trama
La squadra ascolta un testimone che ha assistito ad un delitto.

## Obiettivo: Marciano
- Titolo originale: Target: Marciano
- Diretto da: Nicholas Corea
- Scritto da: Barbara Peeters

### Trama
Marciano si trova in pericolo perché una sua vecchia conoscenza è scappato dalla prigione per una sfida.